# چیز واقعی (نمایشنامه)
چیز واقعی (به انگلیسی: The Real Thing) نمایشنامه‌ای‌ست نوشته تام استاپارد که اولین بار در ۱۶ نوامبر ۱۹۸۲ در سالن تئاتر استرند (تئاتر نوولو فعلی) در لندن به اجرا درآمد. در سال ۱۹۸۴ در برادوی اجرا شد و در همان سال جایزه تونی بهترین نمایشنامه را برای نویسنده اش به ارمغان آورد.
شخصیت اصلی نمایشنامه، هنری، روشنفکر و نمایشنامه‌نویسی چیره‌دست است. چه در زندگی واقعی و چه در نمایش اوست که حرف آخر را می‌زند با شوخی‌های هوشمندانه‌اش همه را به خنده می‌اندازد. اما سؤالی هست که هنری هم پاسخش را نمی‌داند: این عشق که می‌گویند چیست؟ در این نمایشنامه، استاپارد از ترفندی زیرکانه استفاده می‌کند و ماجراهای نمایشنامه‌ای که هنری نوشته است و زندگی واقعی او را چنان در هم می‌آمیزد که مرز میان واقعیت و هنر کمرنگ می‌شود. چیز واقعی اولین نمایشنامه استاپارد در ژانر کمدی رمانتیک است.

## شخصیت‌ها
آنی
هنری
شارلوت
بیلی
دبی
برادی
مکس

## خلاصه داستان

### پرده اول

#### صحنه اول
مکس (آرشیتکت) در خانه‌اش به تنهایی می‌نوشد و ورق‌بازی می‌کند. همسرش، شارلوت، از سوییس برمی‌گردد. مکس از سفر شارلوت می‌پرسد، اما سوال‌هایش پرت و پلا و بی‌ربطند. شارلوت گیج می‌شود. مکس ناگهان فاش می‌کند که پاسپورت شارلوت را پیدا کرده و می‌داند شارلوت به سوییس نرفته. سوغاتی که برای مکس آورده و در کیسه فرودگاه گذاشته هم کار را خراب‌تر می‌کند. مکس تردیدی ندارد که همسرش به او بی‌وفایی کرده. شارلوت حرف‌های مکس را نه تأیید می‌کند نه تکذیب. از خانه بیرون می‌رود.

#### صحنه دوم
صحنه دوم با دعوایی میان شارلوت و هنری آغاز می‌شود. تماشاگر تصور می‌کند، هنری معشوق شارلوت است اما به زودی درمی‌یابد که رودست خورده‌است. شارلوت در حقیقت همسر هنری است و آنچه در صحنه اول دیدیم، بخشی از آخرین نمایشنامهٔ هنری، «خانهٔ پوشالی» بوده‌است. شارلوت نقش اول نمایش را بر عهده دارد و مکس هنرپیشهٔ نقش مقابل اوست. شارلوت غمزده است. او تصور می‌کند چون همسر هنری‌ست این نقش را به او داده‌اند و فکر می‌کند از پس اجرای آن خوب برنیامده. او هنری را محکوم می‌کند که نقش‌های زن نمایشنامه‌هایش را خوب نمی‌نویسد و بهترین و خنده‌دارترین جمله‌ها متعلق به نقش مرداست. اشاره می‌کند وقتی تماشاگران فهمیدند او به همسرش خیانت می‌کنند، چه آه از ته دلی کشیدند (چون احتمالاً تماشاگران واقعی هم واکنش مشابهی در صحنهٔ اول نشان داده‌اند، شوخی دو پهلویی است). مکس و آنی (همسرش) وارد می‌شوند. به جای شراب، مقداری سبزیجات آورده‌اند. وقتی مکس و شارلوت به آشپزخانه می‌روند معلوم می‌شود هنری و آنی با هم رابطه‌ای مخفیانه دارند. گفتگوی صمیمانه‌ای میانشان آغاز می‌شود. شارلوت و مکس به اتاق برمی‌گردند، آنی و هنری حرفشان را قطع نمی‌کنند، حرف‌هایشان معنای ضمنی‌ای دارد که فقط خودشان و تماشاگر از آن مطلعند.
در پایان این صحنه، آنی که به مسائل اجتماعی علاقه‌مند است دربارهٔ سربازی به نام برودی حرف می‌زند که به خاطر اعتراض به ارتش زندانی شده. آنی قبل از زندانی شدن با برودی ملاقات کرده بود و حالا خیال دارد برای آزادی او از زندان تلاش کند. هنری اهمیت چندانی به این موضوع نمی‌دهد. آنی هم البته آن قدر که به نظر می‌رسد متعهد نیست، چون سر قرارش با برودی در زندان حاضر نشده تا به جایش به دیدار هنری برود.

#### صحنه سوم
صحنهٔ سوم بی‌شباهت به صحنهٔ اول نیست. اما این بار با شرکت مکس و آنی. مکس دستمال هنری را عقب ماشینش پیدا کرده و پی به بی‌وفایی آنی برده‌است. در نتیجهٔ بر ملا شدن این خیانت هر دو ازدواج از هم می‌پاشد.

#### صحنه چهارم
در صحنهٔ چهارم عشاق به هم رسیده‌اند. اما پیداست رابطه‌شان بی‌عیب و ایراد هم نیست. آنها بر سر ماجرای برودی تفاهم ندارند. آنی از این که نمی‌تواند حسادت هنری را نسبت به هنرپیشهٔ نقش مقابلش بربینگیزد رضایتی ندارد. اما به هر حال هر دو به یکدیگر ابراز عشق می‌کنند. هنری صحنه را ترک می‌کند تا دنبال دخترش، دبی، برود.

### پرده دوم

#### صحنه اول
دو سال گذشته‌است. هنری و آنی هنوز با هم زندگی می‌کنند. اما بر سر موضوعات ریز و درشت با هم اختلاف نظر دارند: دربارهٔ موسیقی، دربارهٔ برودی که هنوز در زندان است و … آنی مصر است نمایشنامه‌ای راکه برودی نوشته به اجرا درآورد تا به این ترتیب توجه عموم را به موضوع جلب کند، شاید در آزادی او مؤثر باشد. از طرفی هنری می‌گوید متن را باید بر اساس معیارهای زیبایی‌شناسی سنجید و چیزی که برودی نوشته ارزش اجرا ندارد. نظر آنی این است که پیام سیاسی و تأثیر اجتماعی اثر بر ارزش هنری‌اش می‌چربد. بحثی که میان آن دو درمی‌گیرد وقتی پیچیده‌تر می‌شود که معلوم می‌شود خود هنری از نوشتن نمایشنامه - یا به قول خودش «چیز واقعی» - دست کشیده و برای تأمین هزینه‌های زندگی خودش و آنی، شارلوت و دخترش دبی، فیلمنامه‌های تلویزیونی می‌نویسد.

#### صحنه دوم
این صحنه هم تکرار نمایشنامهٔ هنری‌ست. آنی با بازیگری به نام بیلی رابطه‌ای را شروع کرده‌است. بیلی هم دربارهٔ نمایشنامه‌ای که برودی نوشته نظر مساعدی ندارد اما به خاطر آنی حاضر است در آن بازی کند.

#### صحنه سوم
هنری و دخترش، دبی، دربارهٔ عشق با هم حرف می‌زنند. دبی استعداد ادبی پدرش را به ارث برده اما به نظر می‌رسد دربارهٔ عشق، رویکردی واقع‌گرایانه‌تر نسبت به پدرش دارد. هنری وقتی از عشق حرف می‌زند با زبانی پیچیده و طعنه‌آمیز احساسش را بیان می‌کند. دبی می‌گوید: «آنقدر لفظ قلم حرف نزن بابا. صاف و ساده بگو اولین بار چطور عاشق شدی؟» شارلوت هم وارد گفتگو می‌شود. او هم نسبت به همسر سابقش نرم‌تر شده و دربارهٔ عشق و تعهد چیزهایی به او می‌گوید.

#### صحنه چهارم
در صحنهٔ چهارم می‌فهمیم که علاقهٔ آنی به بیلی ریشه دوانده.

#### صحنه پنجم
صحنهٔ پنجم واریاسیونی دیگر از صحنهٔ اول پردهٔ اول است. هنری پی به بی‌وفایی آنی برده اما واکنش هر دو نفر این بار متفاوت است. هیچ‌کس از صحنه خارج نمی‌شود. هر دو نفر سعی می‌کنند دربارهٔ موضوع حرف بزنند و راهی برای نجات رابطه‌شان بیابند. هنری آماده است که خیانت آنی را بپذیرد چون هنوز آنی را دوست دارد و آنی هم دوستش دارد.

#### صحنه ششم
صحنهٔ آخر به موضوع عشق در زندگی واقعی می‌پردازد: به دردناک بودن و پیچیدگی آن. هنری و آنی تلاش می‌کنند ضربه‌ای را که خیانت به عشقشان وارد کرده هضم کنند و راهی برای ادامهٔ رابطه‌شان بیابند.

#### صحنه هفتم
صحنهٔ آخر میان هنری، آنی و برودی می‌گذرد. به نظر می‌رسد این رابطه دوام خواهد داشت.

## جوایز
- ۱۹۸۲ جایزه بهترین نمایشنامه ایونینگ استاندارد
- ۱۹۸۴ جایزه دراما دسک به عنوان بهترین نمایشنامه
- ۱۹۸۴ جایزه حلقه منتقدان درام در نیویورک برای بهترین نمایش
- ۱۹۸۴ جایزه تونی به عنوان بهترین نمایشنامه[۶]
- ۲۰۰۰ جایزه دراما دسک برای اجرای مجدد و درخشان از یک نمایشنامه
- ۲۰۰۰ جایزه تونی برای اجرای مجدد یک نمایشنامه